# إغوانا جزيرة واتلينغ
إغوانا جزيرة واتلينغ (الاسم العلمي: Cyclura rileyi nuchalis) هي نويع الإغوانا الصخرية، وهي من السحالي المهددة بخطر أقصى للإنقراض من العائلة الإغوانية.
ينسب هذا النويع إلى جزيرة سان سلفادور، المعروفة سابقًا باسم جزيرة واتلينغ.
هذا النوع موطنه الأصلي ثلاث مجموعات جزر في جزر البهاما، وهو آخذ في التناقص بسبب تعدي الإنسان على موطنه الأصلي وافتراس الكلاب والقطط البرية.
ومن نويعات الإغوانا الصخرية الأخرى:
- إغوانا الكاية البيضاء (Cyclura rileyi cristata)
- النوع الفرعي الاسمي (Cyclura rileyi rileyi).

وقد ظهرت صورة الإغوانا الصخرية على ظهر ورقة نقدية تذكارية قيمتها دولار بهامي واحد أصدرت عام 1992.